# Бурый паку
Бурый паку (лат. Colossoma macropomum) — вид пресноводных лучепёрых рыб из подсемейства пираньевых (Serrasalminae) семейства харациновых (Characidae) или (по другой классификации) семейства пираньевых (Serrasalmidae), единственный вид в роде Colossoma.

## Описание
Бурый паку является крупнейшим представителем харациновых в Южной Америке, встречается в бассейне рек Амазонка и Ориноко. В длину достигает 108 см, но обычно около 70 см, масса до 40 кг. Внешний вид рыб этого вида напоминает пираний, тело высокое, сжато с боков, глаза большие. Цвет — от чёрного до серого, с вариациями. Около 10 % массы тела составляет жир. Рыба имеет квадратные зубы, что делает их невероятно похожими на зубы человека. . Рыба своими челюстями может легко раскалывать орехи.

## Образ жизни
Бурые паку держатся, как правило, поодиночке, молодь потребляет зоопланктон, насекомых, улиток, взрослые рыбы — в основном растительноядны, питаются фруктами и другим кормом растительного происхождения. Молодые особи держатся в чёрных водах реки до полового созревания. Бурый паку распространен в аквакультуре, имеет хороший иммунитет и переносит низкую минерализацию воды.

## Фото

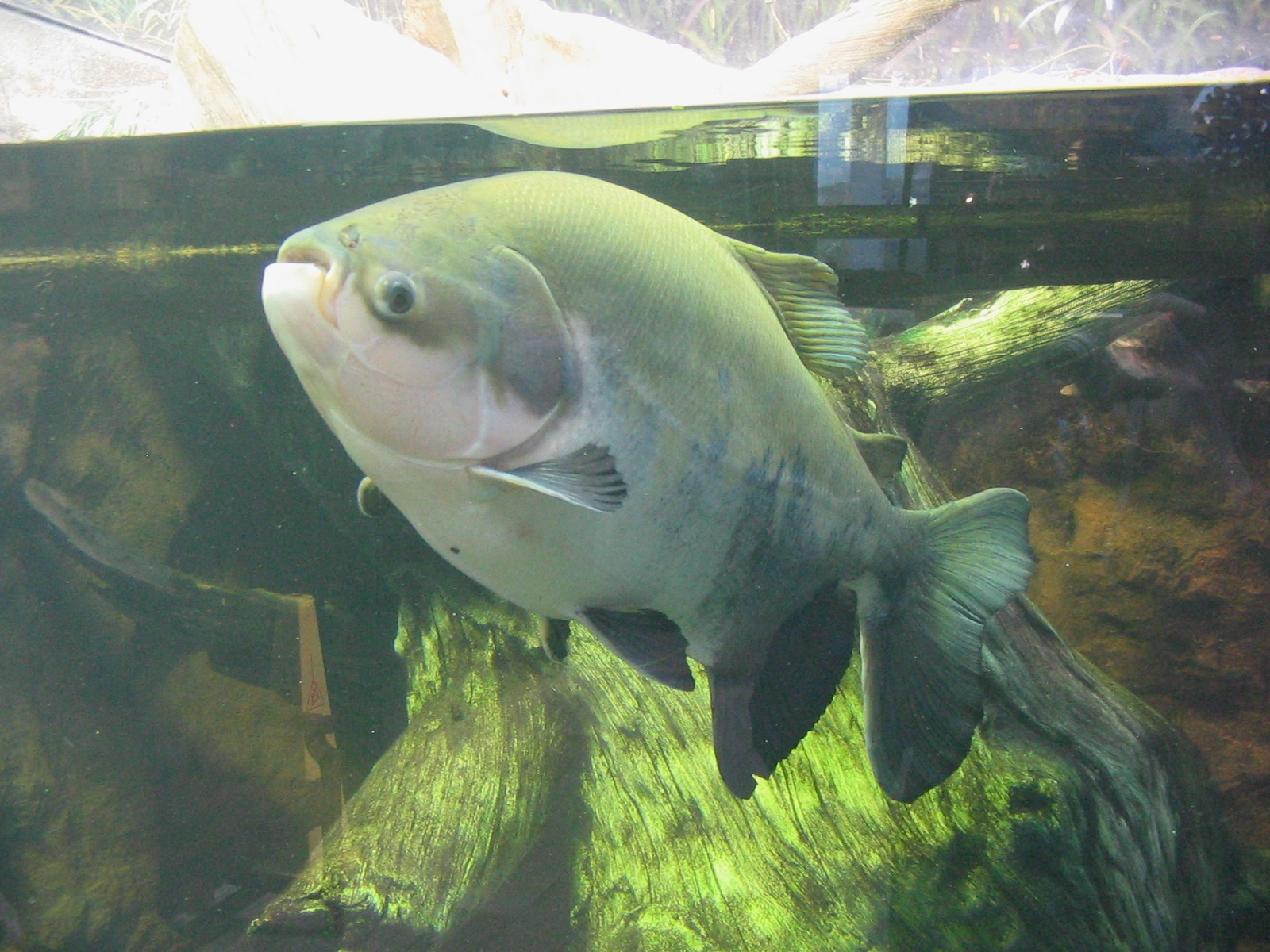
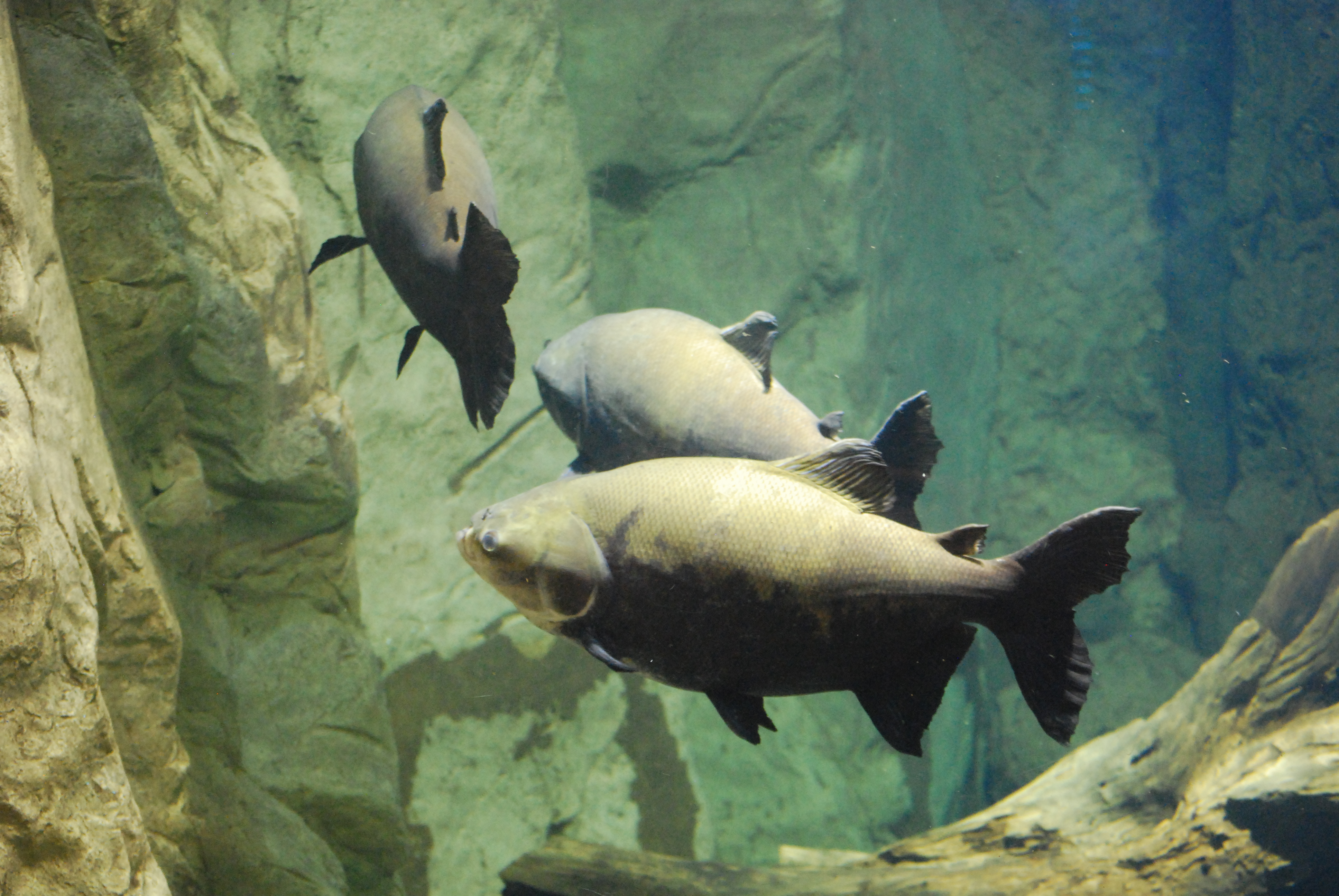
Бурый паку в публичном аквариуме Веракруса (Мексика)
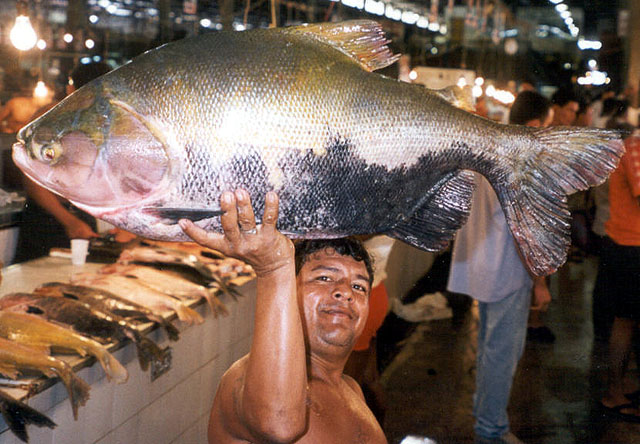
Бурый паку в рыбном магазине Манауса (Бразилия)